# Unrecord
Unrecord est un futur jeu de tir à la première personne développé par DRAMA. Le jeu a attiré l'attention des médias lorsque les développeurs ont publié une première bande-annonce de gameplay en avril 2023 présentant des graphismes photoréalistes.
En 2025, aucune date de sortie n'est encore communiquée.

## Système de jeu
Selon le dossier de presse du jeu, Unrecord est un jeu de tir à la première personne "tactique et narratif" décrit comme une combinaison du jeu d'aventure Firewatch et du jeu de tir tactique Ready or Not. Bien que le réalisme fasse partie intégrante du jeu, DRAMA a déclaré qu'Unrecord n'était pas destiné à être un jeu de simulation.
Les joueurs assumeront le rôle d'un policier tactique vu principalement à travers la perspective de la caméra-piéton du policier. Selon la description de la page Steam du jeu, l'histoire du jeu sera comparable à un "roman policier ou à un thriller" avec le joueur enquêtant sur plusieurs affaires criminelles et interagissant avec divers personnages via un système de dialogue.
Bien que la perspective de la caméra corporelle soit déclarée être un élément clé de l'expérience de jeu, les développeurs ont noté que des options d'accessibilité et des paramètres de caméra réglables seront mis en œuvre pour réduire le mal des transports.

## Développement
Le jeu est actuellement développé par DRAMA, un studio de jeux vidéo indépendant créé à Rennes par le musicien français Théo Hiribarne, alias Foda C membre du groupe Columbine, et le développeur amateur d'Unreal Engine, Alexandre Spindler. Michele Evangelista rejoint l'équipe en tant que level designer et artiste environnemental. Unrecord sera le premier jeu vidéo officiel du studio.
Le 12 octobre 2022, Alexandre Spindler publie une vidéo sur Twitter d'un "jeu de style caméra corporelle" alors sans nom qu'il développait. La vidéo de gameplay de 45 secondes devient virale avec 9,8 millions de vues en avril 2023, le réalisateur Neill Blomkamp la louant comme "géniale". Le succès viral de la vidéo incite DRAMA à accélérer le développement du jeu et à annoncer le jeu plus tôt que prévu pour éviter de perdre son élan.
Le 19 avril 2023, DRAMA annonce officiellement Unrecord avec une première bande-annonce officielle de gameplay sur YouTube. La bande-annonce montre le personnage du joueur entrant lentement dans un bâtiment délabré avant de poursuivre et de s'engager dans des fusillades avec plusieurs hommes armés non identifiés dont les visages sont pixélisés. Après avoir combattu dans un entrepôt, le joueur affronte un homme qui se rend avant d'être interrompu par une grande explosion. En 2023, la vidéo obtient plus de 20,8 millions de vues sur Twitter et 3,5 millions de vues sur YouTube.
Le même jour, le jeu est mis à disposition pour la liste de souhaits sur Steam et un dossier de presse contenant des informations supplémentaires est mis à la disposition du public. Dans un article de blog posté le 20 avril, DRAMA déclare qu'Unrecord n'est développé que pour les PC mais reste ouvert à la possibilité de portages console. Le jeu n'est cependant pas envisagé pour le développement en tant que jeu VR. Moins d'une semaine après son annonce, DRAMA annonce qu'Unrecord figurait sur la liste de souhaits de plus de 600 000 utilisateurs de Steam, bien qu'il n'ait pas de date de sortie officielle.
Interrogé sur le réalisme des scènes, Evangelista explique que l'environnement n'est pas scanné, mais est créé à l'aide de mégascans, d'assets du marché Unreal Engine et d'assets sur mesure créés par les développeurs.
Le 24 janvier 2024, Alexandre Spindler explique par le biais d'une annonce publiée sur la page Steam et Discord d'Unrecord le manque d'annonces régulières concernant l'évolution du développement :
« Nous souhaitons expliquer pourquoi nous ne fournissons pas de mises à jour régulières. Notre équipe de développement travaille sans relâche sur le jeu. Avec le haut niveau d'attention que notre projet reçoit, toute nouvelle fonctionnalité que nous développons risque d'être répliquée. Il est flatteur, d'une certaine manière, de voir des éléments de notre vision trouver un écho dans l'industrie, même si ce n'est que sous une forme superficielle. Cependant, nous introduisons beaucoup de nouveaux éléments innovants, c'est pourquoi nous avons choisi de garder ces développements secrets pour le moment. [...] Rassurez-vous, le développement avance bien, nous avons juste choisi de travailler plus discrètement et de nous concentrer sur la qualité du jeu. Notre silence ne signifie pas l'inaction, mais nous travaillons avec diligence pour vous apporter quelque chose de vraiment spécial. ».
Le 7 juin 2024 sort en accès anticipé Bodycam, un FPS multijoueur développé par Reissad Studios. De par son aspect photoréaliste et son gameplay similaire à celui d'Unrecord, beaucoup de joueurs confondent les deux jeux, pensant parfois même qu'il s'agit du projet de DRAMA ayant changé de nom. Le même jour, le studio explique sur Twitter que le jeu s'appelle toujours Unrecord et qu'il est encore en développement.

## Accueil

### Réactions à la bande-annonce
La première bande-annonce officielle d'Unrecord a attiré l'attention des médias pour ses graphismes et sa présentation réalistes. Michael McWhertor de Polygon décrit Unrecord comme "d'une réalité troublante", Tyler Wilde de PC Gamer juge les graphismes "étrangement photoréalistes", et Christopher Castellaw de GameRant déclare que la bande-annonce était "presque impossible à distinguer des images réelles d'une caméra".
La représentation réaliste suscite des accusations, selon lesquelles la bande-annonce de gameplay d'Unrecord aurait été truquée à l'aide de séquences réelles ou d'une démo technique pré-rendue. Le fondateur de Crytivo, Alex Koshelkov, qualifie la bande-annonce de "très, très fausse" et accuse les développeurs de simplement superposer des actifs sur une vraie vidéo. En réponse, Spindler publie une vidéo montrant l'environnement du jeu dans l'interface utilisateur d'Unreal Engine pour prouver que le jeu est un jeu de tir à la première personne avec libre circulation, et non un film interactif ou un rail shooter. IGN a également vérifié de manière indépendante que la bande-annonce de gameplay est réelle en téléchargeant les mêmes ressources d'Unreal Engine 5 utilisées par Unrecord pour la bande-annonce 2022, qui ont été compilées par BlueDrake42,.
Des critiques ciblent également le trop grand réalisme du jeu, qui rappellerait des vidéos de fusillades policières réelles capturées par caméras corporelles, en particulier aux États-Unis. Keza McDonald de The Guardian note que dans le contexte des violences policières, il est toujours inévitable que les joueurs apportent leurs propres interprétations au jeu.
Répondant aux allégations selon lesquelles Unrecord avait un axe excessivement pro-police ou anti-police, DRAMA publia une déclaration sur Steam : "En tant que studio français s'adressant à un public mondial, le jeu ne s'engage dans aucune politique étrangère et ne s'inspire d'aucun événements de la vie réelle." Le studio ajoute qu'Unrecord évitera "les sujets indésirables tels que la discrimination, le racisme, la violence contre les femmes et les minorités" et "n'aura aucune approche biaisée ou manichéenne des actes criminels et de la violence policière".